# マイカコンデンサ

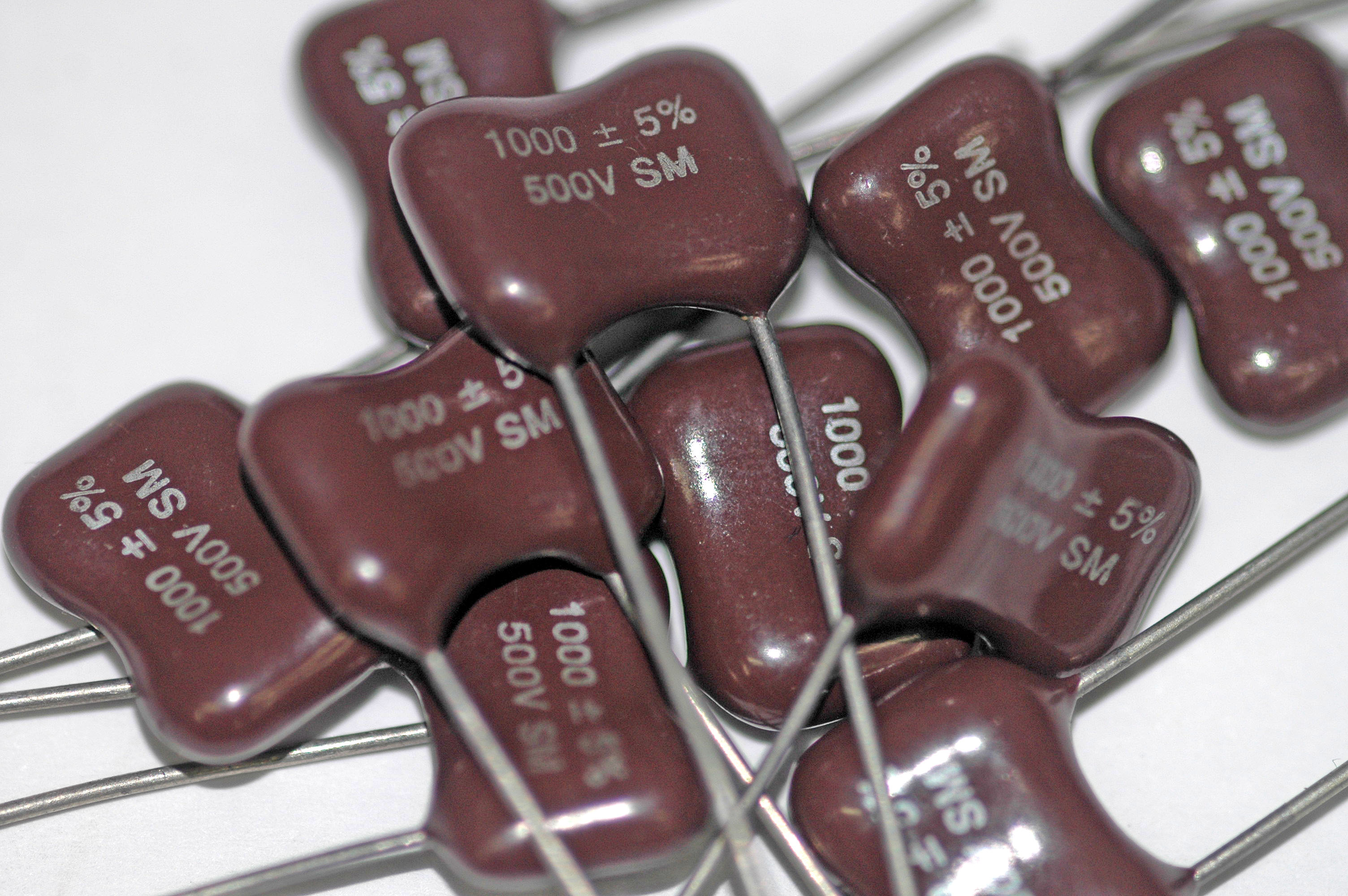
1000pF (1nF) シルバーマイカコンデンサ

マイカコンデンサとは、誘電体に天然の鉱物であるマイカ（雲母）を用いたコンデンサのこと。
雲母の薄くはがれる性質を利用したものだが、その性格上、誘電体の厚さを極端に薄くすることが出来ない。そのため外形が大きくなり、加えて高価である。ただし、容量温度係数が小さく一定で、容量の精度も高いうえ、誘電正接や誘電体損失は非常に小さく、高周波特性も良い。また、非常に高い温度でも使用できる。しかしながら誘電体吸収は1～5%もあり一般的なポリカーボネートコンデンサやセラミックコンデンサの0.2%やポリエステルコンデンサの0.5%よりも大きい。
市販の製品は樹脂外装のディップド・マイカコンデンサ、ケース型マイカコンデンサ、金属ケース型マイカコンデンサなどがある。旧式のキャラメルのような形の「鋳込みマイカコンデンサ」と呼ばれる形式の製品は姿を消しつつある。

## 歴史
雲母は19世紀中頃からコンデンサの誘電体として利用されてきた。  William Dubilierは1909年に、デカップリングのために小型のマイカコンデンサを発明した。これは第一次世界大戦での軍需を満たすべく大規模に商業生産された。雲母はガラスよりも機械的な衝撃で割れにくい。これは砲撃にさらされる機器には有利な性質である。雲母はガラスと同様に、紙よりも相当高い誘電率を持つのでコンデンサはより小くできる 。1920 年に Dubilier は銀で両側を覆った雲母の薄片で構成するコンデンサを発明し、それを製造するためにDubilier Condenser Companyを設立した。セラミックコンデンサもまた1920年代に、雲母の不足を補うために使用されていた。しかし1950年代より、シルバーマイカコンデンサは小電力の高周波機器に最適なコンデンサになった。セラミックコンデンサの進化により、ほとんどの用途でマイカがセラミックに置き換えられる20世紀後半まで、この状態が続いた。
　